# Parastenopa limata
Parastenopa limata är en tvåvingeart som först beskrevs av Daniel William Coquillett 1899.  Parastenopa limata ingår i släktet Parastenopa och familjen borrflugor. Inga underarter finns listade i Catalogue of Life.